# 孔拉格朗维尔 (阿韦龙省)
孔拉格朗维尔（法語：Comps-la-Grand-Ville）是法国阿韦龙省的一个市镇，属于罗德兹区。该市镇2009年时的人口为624人。

## 人口
孔拉格朗维尔人口变化图示
| 数据来源：INSEE |